# روسيا (أوهايو)
روسيا (بالإنجليزية: Russia, Ohio)‏ هي منطقة سكنية تقع في الولايات المتحدة في مقاطعة شلبي، أوهايو. يقدر عدد سكانها بـ 640 نسمة ومساحتها 2.05 كم2 وترتفع عن سطح البحر 295 متر.

## التركيبة السكانية
قام مكتب تعداد الولايات المتحدة بتحديد بيانات التركيبة السكانية لروسيا في تعداد الولايات المتحدة. في ما يلي، التركيبة السكانية حسب تعدادي 2000 و2010.

### تعداد عام 2000
بلغ عدد سكان راسلفيل 453 نسمة بحسب تعداد عام 2000، وبلغ عدد الأسر 190 أسرة وعدد العائلات 121 عائلة مقيمة في القرية. في حين سجلت الكثافة السكانية 582.2 نسمة لكل ميل مربع (224.8/كم2). وبلغ عدد الوحدات السكنية 215 وحدة بمتوسط كثافة قدره 276.3 نسمة لكل ميل مربع (106.7/كم2).
وتوزع التركيب العرقي للقرية بنسبة 98.68% من البيض و 0.88% من الأمريكيين الأفارقة و 0.44% من عرقين مختلطين أو أكثر.
بلغ عدد الأسر 190 أسرة كانت نسبة 27.9% منها لديها أطفال تحت سن الثامنة عشر تعيش معهم، وبلغت نسبة الأزواج القاطنين مع بعضهم البعض 50.0% من أصل المجموع الكلي للأسر، ونسبة 9.5% من الأسر كان لديها معيلات من الإناث دون وجود شريك، وكانت نسبة 35.8% من غير العائلات. تألفت نسبة 32.1% من أصل جميع الأسر من أفراد ونسبة 19.5% كانوا يعيش معهم شخص وحيد يبلغ من العمر 65 عاماً فما فوق. وبلغ متوسط حجم الأسرة المعيشية 2.98، أما متوسط حجم العائلات فبلغ 2.35.
بلغ العمر الوسطي للسكان 38 عاماً. وكانت نسبة 25.8% من القاطنين تحت سن الثامنة عشر، وكانت نسبة 7.1% بين الثامنة عشر والأربعة وعشرون عاماً، ونسبة 25.4% كانت واقعةً في الفئة العمرية ما بين الخامسة والعشرون حتى والأربعة وأربعون عاماً، ونسبة 21.4% كانت ما بين الخامسة والأربعون حتى الرابعة والستون، ونسبة 20.3% كانت ضمن فئة الخامسة والستون عاماً فما فوق. يوجد لكل 100 أنثى 84.1 ذكر، ويوجد لكل 100 أنثى في الثامنة عشر من عمرها فما فوق 84.6 ذكر.
بلغ متوسط دخل الأسرة في القرية 30,000 دولار، أما متوسط دخل العائلة فبلغ 38,594 دولار. وكان متوسط دخل الذكور 26,875 دولار مقابل 21,250 دولار للإناث. وسجل دخل الفرد الخاص بالقرية 15,010 دولار. وكانت نسبة 4.5% من العائلات ونسبة 7.0% من السكان تحت خط الفقر، وكان من هؤلاء نسبة 3.4% تحت سن الثامنة عشر ونسبة 10.8% في الخامسة والستين من العمر وما فوق.

### تعداد عام 2010
بلغ عدد سكان روسيا 640 نسمة بحسب تعداد عام 2010، وبلغ عدد الأسر 224 أسرة وعدد العائلات 173 عائلة مقيمة في القرية. في حين سجلت الكثافة السكانية 820.5 نسمة لكل ميل مربع (316.8/كم2). وبلغ عدد الوحدات السكنية 242 وحدة بمتوسط كثافة قدره 310.3 لكل ميل مربع (119.8/كم2).
وتوزع التركيب العرقي للقرية بنسبة 99.2% من البيض و 0.8% من عرقين مختلطين أو أكثر.
بلغ عدد الأسر 224 أسرة كانت نسبة 44.2% منها لديها أطفال تحت سن الثامنة عشر تعيش معهم، وبلغت نسبة الأزواج القاطنين مع بعضهم البعض 65.6% من أصل المجموع الكلي للأسر، ونسبة 7.6% من الأسر كان لديها معيلات من الإناث دون وجود شريك، بينما كانت نسبة 4.0% من الأسر لديها معيلون من الذكور دون وجود شريكة وكانت نسبة 22.8% من غير العائلات. تألفت نسبة 21.9% من أصل جميع الأسر من أفراد ونسبة 12.1% كانوا يعيش معهم شخص وحيد يبلغ من العمر 65 عاماً فما فوق. وبلغ متوسط حجم الأسرة المعيشية 3.34، أما متوسط حجم العائلات فبلغ 2.86.
بلغ العمر الوسطي للسكان 31.6 عاماً. وكانت نسبة 35% من القاطنين تحت سن الثامنة عشر، وكانت نسبة 8% بين الثامنة عشر والأربعة وعشرون عاماً، ونسبة 24% كانت واقعةً في الفئة العمرية ما بين الخامسة والعشرون حتى والأربعة وأربعون عاماً، ونسبة 19.8% كانت ما بين الخامسة والأربعون حتى الرابعة والستون، ونسبة 13.1% كانت ضمن فئة الخامسة والستون عاماً فما فوق. وتوزع التركيب الجنسي للسكان بنسبة 48.4% ذكور و51.6% إناث.